# Canton de Charly-sur-Marne
Le canton de Charly-sur-Marne est une ancienne division administrative française située dans le département de l'Aisne et la région Picardie.

## Géographie
Ce canton était organisé autour de Charly-sur-Marne dans l'arrondissement de Château-Thierry. Son altitude variait de 54 m (Crouttes-sur-Marne) à 222 m (Nogent-l'Artaud) pour une altitude moyenne de 121 m.

## Histoire

### Révolution française

Carte du canton de Charly-sur-Marne en 1790.

Le canton est créé le 18 février 1790 sous la Révolution française,.
Le canton a compté neuf communes avec Charly pour chef-lieu au moment de sa création : Bézu-le-Guéry, Charly, Coupru, Crouttes, Domptin, Montreuil-aux-Lions, Romeny, Saulchery et Villiers-sur-Marne. Il est une subdivision du district de Château-Thierry qui disparait le 5 fructidor An III (22 août 1795). Le canton ne subit aucune modification dans sa composition communale pendant cette période.
Lors de la création des arrondissements par la loi du 28 pluviôse an VIII (17 février 1800), le canton de Charly est rattaché à l'arrondissement de Château-Thierry.
L'arrêté du 3 vendémiaire an X (25 septembre 1801) entraine un redécoupage des cantons du département. Celui de Charly n'est pas conservé. L'ensemble des 9 communes du canton de Charly rejoignent celui de Chézy-sur-Marne.

### 1803 - 2015
Le canton est recréé le 24 ventôse an XII (14 mars 1804) avec la décision de transférer le chef-lieu du canton de Chézy-sur-Marne à Charly, mais elle est officialisée par un arrêté du 29 Thermidor an XI (17 août 1803.
Il est composé de dix-neuf communes avec Charly comme chef-lieu : Bézu-le-Guéry, La Chapelle-sur-Chézy, Charly, Chézy-sur-Marne, Coupru, Crouttes, Domptin, L'Épine-aux-Bois, Essises, Lucy-le-Bocage, Montfaucon, Montreuil-aux-Lions, Nogent-l'Artaud, Pavant, Romeny, Saulchery, Vendières, Viels-Maisons et Villiers-sur-Marne. Sa composition communale n'évolue pas jusqu'en mars 2015.
Par ordonnance du 8 juillet 1814, la commune de Chézy-sur-Marne recupère le nom de Chézy-l'Abbaye, mais vers 1830, Chézy-l'Abbaye reprend définitivement le nom de Chézy-sur-Marne.
De 1833 à 1848, les cantons de Charly et de Condé avaient le même conseiller général. Le nombre de conseillers généraux était limité à 30 par département.
Par décret du 10 septembre 1926, l'arrondissement de Château-Thierry est supprimé. Le canton de Charly est rattaché à l'arrondissement de Soissons.
La loi du 1er juin 1942 rétablit l'arrondissement de Château-Thierry dans ses limites au moment de sa suppression en 1926. Le canton de Charly est détaché de l'arrondissement de Soissons pour rejoindre l'arrondissement de Château-Thierry.
En 1958, Romeny prend le nom pour Romeny-sur-Marne. En 1970, la commune de Villiers-sur-Marne change de nom pour celui de Villiers-Saint-Denis. En 1973, la commune de Crouttes est renommée Crouttes-sur-Marne.
Par décret du 7 juillet 2006, la commune de Charly change de nom pour celui de Charly-sur-Marne. Le canton prend également le nom de canton de Charly-sur-Marne.

### Redécoupage de 2015
Un nouveau découpage territorial de l'Aisne entre en vigueur en mars 2015, défini par le décret du 21 février 2014, en application des lois du 17 mai 2013 (loi organique 2013-402 et loi 2013-403),. Les conseillers départementaux sont, à compter de ces élections, élus au scrutin majoritaire binominal mixte. Les électeurs de chaque canton élisent au Conseil départemental, nouvelle appellation du Conseil général, deux membres de sexe différent, qui se présentent en binôme de candidats. Les conseillers départementaux sont élus pour 6 ans au scrutin binominal majoritaire à deux tours, l'accès au second tour nécessitant 10 % des inscrits au premier tour. En outre la totalité des conseillers départementaux est renouvelée. Ce nouveau mode de scrutin nécessite un redécoupage des cantons dont le nombre est divisé par deux avec arrondi à l'unité impaire supérieure. Dans l'Aisne, le nombre de cantons passe ainsi de 42 à 21. Le canton de Charly-sur-Marne ne fait pas partie des cantons conservés du département.
Le canton disparait lors des élections départementales de mars 2015. L'ensemble des communes est regroupé au nouveau canton d'Essômes-sur-Marne.

## Représentation

### Conseillers généraux de 1833 à 2015
| Période | Période          | Identité                                    | Étiquette              | Qualité |
| ------- | ---------------- | ------------------------------------------- | ---------------------- | --- |
| 1833    | 1845             | Comte Xavier de Sade                        | Majorité ministérielle | Propriétaire à Condé-en-Brie Député (1827-1846) |
| 1845    | 1856             | Edmond de Tillancourt                       | Centre gauche          | Avocat, maire de Montfaucon Président du comice agricole de Château-Thierry Député (1848-1849, 1865-1870 et 1871-1880)                                                                      |
| 1856    | 1870             | Alfred-Émilien O'Hara Comte de Nieuwerkerke | Droite                 | Surintendant des Beaux-Arts, Directeur des musées impériaux Propriétaire à Paris Sénateur (1864-1870)                                                                                       |
| 1870    | 1877             | Oscar Pille (1823-1886)                     | Droite                 | Ancien magistrat Maire de Chézy-sur-Marne |
| 1877    | 1886 (décès)     | Sébastien Flichy (1813-1886)                | Républicain            | Avocat à la Cour royale, Paris Propriétaire - Maire de Charly |
| 1886    | 1907 (décès)     | Louis-Emile Morlot                          | Rad.                   | Docteur en droit, propriétaire à Charly-sur-Marne Député (1896-1907) |
| 1907    | 1917 (décès)     | Paul Gobert (1847-1917)                     | Rad.                   | Notaire à Charly |
| 1917    | 1919             | siège vacant                                |                        | |
| 1919    | 1940             | Louis Martin (1866-1957)                    | URD                    | Inspecteur des Finances, propriétaire à Paris Directeur général du Crédit National Membre de la Commission administrative départementale (1941-1943) Nommé conseiller départemental en 1943 |
|         |                  |                                             |                        | |
| 1945    | 1951             | Marcel Bonin (1902-1985)                    | PCF                    | Professeur à Paris, militant syndical |
| 1951    | 1964             | Fernand Drouet (1885-1967)                  | DVD                    | Négociant en fers, quincaillerie, métaux Maire de Charly-sur-Marne |
| 1964    | 1994             | André Rossi                                 | CR puis UDF-Rad        | Sous-préfet Député (1958-1981 et 1986-1994) Maire de Château-Thierry (1971-1989) Secrétaire d'État puis Ministre (1974-1978)                                                                |
| 1994    | 2006 (démission) | Renaud Dutreil                              | UDF                    | Maître des requêtes au conseil d'Etat Député (1994-2002) Ministre (1994-2005) Conseiller municipal de Château-Thierry (1995)                                                                |
| 2006    | 2015             | Georges Fourré                              | DVG                    | Kinésithérapeute Vice-président du Conseil général Adjoint au maire de Charly-sur-Marne |

### Conseillers d'arrondissement (de 1833 à 1940)
Le canton de Charly avait deux conseillers d'arrondissement.
| Période                                  | Période      | Identité                                 | Étiquette | Qualité |
| ---------------------------------------- | ------------ | ---------------------------------------- | --------- | --- |
| 1833                                     | 1848 (décès) | Jean François Léguillette                |           | Cultivateur, maire de Charly (1831-1848)                                                                    |
| 1833                                     | 1845         | M. Salmon                                |           | Propriétaire à Charly                                                                                       |
| 1845                                     | 1866 (décès) | Aristide Coutelier (1796-1866)           |           | Notaire honoraire, juge de paix à Charly                                                                    |
| 1867                                     |              | Louis Céneric Vignon                     |           | Notaire à Charly                                                                                            |
|                                          |              |                                          |           | |
|                                          | 1884 (décès) | Louis Henry Bataille (1822-1884)         |           | Cultivateur à Bassevelle (Seine-et-Marne), propriétaire à Charly                                            |
|                                          |              |                                          |           | |
|                                          | 1887         | Alexandre François Chevalier (1814-1887) |           | Propriétaire vigneron, maire de Saulchery                                                                   |
|                                          |              |                                          |           | |
| 1910                                     | 1919         | M. Cabiol                                | Modéré    | |
| 1919                                     | 1931         | Alphonse Philippe Héraut                 |           | Notaire à Chézy-sur-Marne                                                                                   |
| 1919                                     | 1931         | Victor Vallée                            | Radical   | Maire de Nogent-l'Artaud                                                                                    |
| 1931                                     | 1940         | M. Morlot                                | Radical   | |
| 1931                                     | 1940         | Fernand David                            | Radical   | Charcutier, maire de Nogent-l'Artaud                                                                        |
| 1940                                     |              |                                          |           | Les conseils d'arrondissement ont été suspendus par la loi du 12 octobre 1940 et n'ont jamais été réactivés |
| Les données manquantes sont à compléter. |              |                                          |           | |

## Composition
Le canton de Charly-sur-Marne regroupait dix-neuf communes et comptait 14 881 habitants en 2012.
| Code Insee | Nom                          | Superficie (km2) | Population (hab.) | Densité (hab./km2) |
| ---------- | ---------------------------- | ---------------- | ----------------- | ------------------ |
| 02163      | Charly-sur-Marne (Chef-lieu) | 20,52            | 2 677             | 130,46             |
| 02084      | Bézu-le-Guéry                | 11,10            | 260               | 23,42              |
| 02162      | La Chapelle-sur-Chézy        | 7,90             | 293               | 37,09              |
| 02186      | Chézy-sur-Marne              | 22,43            | 1 305             | 58,18              |
| 02221      | Coupru                       | 7,82             | 195               | 24,94              |
| 02242      | Crouttes-sur-Marne           | 4,33             | 642               | 148,27             |
| 02268      | Domptin                      | 4,56             | 668               | 146,49             |
| 02281      | L'Épine-aux-Bois             | 12,37            | 261               | 21,1               |
| 02289      | Essises                      | 7,31             | 433               | 59,23              |
| 02443      | Lucy-le-Bocage               | 7,75             | 183               | 23,61              |
| 02505      | Montfaucon                   | 15,36            | 199               | 12,96              |
| 02521      | Montreuil-aux-Lions          | 12,99            | 1 395             | 107,39             |
| 02555      | Nogent-l'Artaud              | 23,99            | 2 151             | 89,66              |
| 02596      | Pavant                       | 5,43             | 803               | 147,88             |
| 02653      | Romeny-sur-Marne             | 4,23             | 485               | 114,66             |
| 02701      | Saulchery                    | 2,63             | 669               | 254,37             |
| 02777      | Vendières                    | 12,36            | 156               | 12,63              |
| 02798      | Viels-Maisons                | 21,44            | 1 065             | 49,67              |
| 02818      | Villiers-Saint-Denis         | 7,57             | 1 041             | 137,52             |

## Démographie
| 1962  | 1968  | 1975  | 1982   | 1990   | 1999   | 2006   | 2007   | 2008   |
| ----- | ----- | ----- | ------ | ------ | ------ | ------ | ------ | ------ |
| 9 246 | 9 551 | 9 803 | 10 884 | 12 405 | 13 712 | 14 471 | 14 589 | 14 693 |

| 2009   | 2010   | 2011   | 2012   | - | - | - | - | - |
| ------ | ------ | ------ | ------ | - | - | - | - | - |
| 14 843 | 14 888 | 14 869 | 14 881 | - | - | - | - | - |